# 查森 (佛羅里達州)
查森（英語：Chason）是位於美國佛羅里達州卡爾霍恩縣的一個非建制地區。該地的面積和人口皆未知。

## 地理
查森的座標為30°32′07″N 85°11′31″W / 30.53528°N 85.19194°W，而該地的平均海拔高度為38米（即125英尺）。